# Pterozonium brevifrons
Pterozonium brevifrons là một loài thực vật có mạch trong họ Adiantaceae. Loài này được (A.C. Sm.) Lellinger miêu tả khoa học đầu tiên năm 1967.